# Artystonè
Artystonè (grec ancien Ἀρτυστώνη, Artystōnē ; élamite Ir-taš-du-na, Ir-da-iš-du-na ; en vieux-perse *Artastūnā, « pilier d'Arta », la « vérité déifiée »), fille de Cyrus le Grand, et sœur ou demi-sœur d'Atossa, est un membre de la dynastie des Achéménides. Avec l'accord d'Atossa  et de sa nièce, Artystone se maria avec le roi Darius Ier. Elle lui donna au moins deux fils, Arsame et Gobryas, et une fille, Artazostre. Selon l'historien grec Hérodote (III, 88 ; VII, 69, 73), Artystonè était l'épouse préférée de Darius.

## Sources
- Hérodote, 3.88.2 bis; 7.69.2; 7.72.2.
- (en) Brosius, M. (1998): Woman in Ancient Persia.
- (en) Artystone, in W. Smith (ed.), A Dictionary of Greek and Roman biography and mythology.
- (en) Lendering, J (2007 [1999]): "Artystone", in http://www.livius.org/.
- (en) Schmitt, R (1987): "Artystone", in E. Yarshater (ed.), Encyclopædia Iranica, vol. II.